# Studentenraad Universiteit Antwerpen
De Studentenraad Universiteit Antwerpen (ook Studentenraad UAntwerpen of informeler SRUA) is de studentenraad van de Universiteit Antwerpen en vertegenwoordigt als officieel orgaan meer dan 23.000 studenten. De Studentenraad adviseert de universiteit over alle student- en onderwijsgerelateerde materies, ofwel op vraag van de universiteit ofwel op eigen initiatief.
De Studentenraad onderscheidt zich door haar sterke aanwezigheid binnen de organen van de Universiteit, zoals de Raad van Bestuur, het Bestuurscollege en de Deontologische Commissie, naast de decretale Stuvoraad, de Onderwijsraad en verschillende werkgroepen. Ook staan de stemgerechtigde mandaten binnen haar Algemene Vergadering in principe volledig los van de traditionele studentenverenigingen. Alle mandaten worden jaarlijks verkozen.

## Geschiedenis
De Studentenraad Universiteit Antwerpen werd voor het eerst vormgegeven bij de eenmaking van de drie Antwerpse universitaire instellingen in 2003, en werd geformaliseerd in het academiejaar 2004-2005 conform art. II.314, §1 van de Codex Hoger Onderwijs. De verkiezingen van studentenvertegenwoordigers werden tot en met 2013 georganiseerd door de Verenigde UA Studenten, gevormd door de koepelverenigingen Unifac en ASK-Stuwer. Inmiddels worden deze verkiezingen rechtstreeks vanuit de Studentenraad gecoördineerd in samenwerking met de Universiteit. Sindsdien is de Studentenraad uitgegroeid tot de legitieme vertegenwoordiger van de studenten aan de Universiteit Antwerpen, en neemt ze die rol ook publiekelijk meer op in de media, waar de koepelverenigingen het symbool blijven van het studentenleven.

## Structuur
De Algemene Vergadering van de Studentenraad (AV) bestaat uit maximaal 44 stemgerechtigde studentenvertegenwoordigers. Dit zijn de 3 rechtstreeks verkozen studenten die in de Raad van Bestuur (RvB) van de universiteit zetelen, 9 studenten die rechtstreeks uit de faculteiten worden verkozen, de 9 studenten die deel uitmaken van de Onderwijsraad, 5 studenten die vrij over de hele universiteit worden verkozen en de 8 studenten uit de Stuvoraad. Daarnaast zetelen in de AV nog enkele studenten met raadgevende stem: de voorzitter van Unifac, de praeses van ASK-Stuwer en drie 3 YUFE Student Forumleden. Bovendien kunnen alle studenten de vergaderingen vrij bijwonen op uitnodiging van de voorzitter.
De Studentenraad kiest jaarlijks een Bureau bestaande uit een voorzitter, een secretaris en een aantal coördinatoren binnen een bepaald domein. De leden van het Bureau moeten niet noodzakelijk voorafgaand lid zijn van de AV. Indien ze nog geen lid zijn, zetelen ze enkel met een stem vanaf hun verkiezing. Het aantal coördinatoren en de betreffende domeinen worden door de AV bepaald. Meestal wordt een coördinator aangesteld voor de domeinen Onderwijs, Sociale Zaken, Externe Relaties, Participatie, Ethiek en Samenleving, en Communicatie, maar de AV kan ook andere of aanvullende domeinen bepalen. Het Bureau houdt zich bezig met het uitvoeren van de beslissingen van de AV en het voorbereiden van vergaderingen.
Leden van de Algemene Vergadering hebben maximaal eenmalig stemrecht, ongeacht of ze een of meerdere verschillende mandaten tegelijk opnemen.
| Categorie                   | Mandaten                                                                                       | Stemgerechtigd                                     | Verkozen door                                  | Automatische afvaardiging naar   |
| --------------------------- | ---------------------------------------------------------------------------------------------- | -------------------------------------------------- | ---------------------------------------------- | -------------------------------- |
| Bureau                      | 9 mandaten: voorzitter, ondervoorzitter, secretaris, 6 coördinatoren                           | Ja                                                 | Algemene Vergadering                           | Bureau                           |
| Onderwijsraad               | 9 mandaten: 1 per faculteit                                                                    | Ja                                                 | Alle studenten van de bijhorende faculteit     | Onderwijsraad                    |
| Facultair vertegenwoordiger | 9 mandaten: 1 per faculteit                                                                    | Ja                                                 | Alle studenten van de bijhorende faculteit     | Facultair overlegorgaan          |
| Stuvoraad                   | 8 mandaten: 4 voor de Stadscampus, 4 voor de campussen Groenenborger, Middelheim en Drie Eiken | Ja                                                 | Alle studenten van de bijhorende campuscluster | Stuvoraad                        |
| Vrij verkozen               | 5 mandaten                                                                                     | Ja                                                 | Alle studenten van de universiteit             | (geen automatische afvaardiging) |
| Raad van Bestuur            | 3 mandaten                                                                                     | Ja                                                 | Algemene Vergadering                           | Raad van Bestuur                 |
| YUFE Student Forum          | 3 mandaten                                                                                     | Nee (uitgezonderd voor verkiezing eigen opvolging) | Algemene Vergadering                           | YUFE Student Forum               |
| Koepelverenigingen          | 2 mandaten: voorzitter Unifac, praeses ASK-Stuwer                                              | Nee                                                | Verkiezingen koepelverenigingen                | (geen automatische afvaardiging) |

De Studentenraad vaardigt studenten af naar allerhande raden binnen de universiteit (de Bibliotheekraad, de Werkgroep Leeromgeving, de ICT-commissie, Centrum Pieter Gillis enz.) en buiten de Universiteit Antwerpen (de Associatie Studentenraad Antwerpen, de Vlaamse Vereniging van Studenten, het Antwerps Studentenoverleg, ...).
De Studentenraad Universiteit Antwerpen is niet hetzelfde als de Verenigde UA Studenten, de overkoepelende organisatie van de aan de universiteit verbonden studentenclubs en studentenverenigingen. Waar de Studentenraad de studenten vertegenwoordigt binnen het beleidsniveau, houdt de VUAS zich ook bezig met de vertegenwoordiging van de studentenclubs en studentenverenigingen, de subsidieverdeling onder deze clubs en verenigingen. De hoogste bestuursleden uit de Studentenraad en VUAS vormen samen de Antwerpse Studentenvergadering (ASV).

## Functies
De Studentenraad fungeert in de eerste plaats als koppeling tussen de studenten en hun universiteit. Studentenvertegenwoordigers kunnen hun punten aanbrengen aan de Algemene Vergadering en de Algemene Vergadering kan op haar beurt handelen binnen haar bevoegdheden.

### Afvaardiging
De Studentenraad vaardigt haar leden af naar verschillende beleidsvoorbereidende werkgroepen binnen en buiten de Universiteit Antwerpen. Elk lid van de Studentenraad kan zich kandidaat stellen voor één of meer van deze externe mandaten. De verkiezingen van deze mandaten gebeurt intern door de Algemene Vergadering. Voorbeelden van dergelijke belangrijke organen binnen de universiteit zijn de Raad van Bestuur en de werkgroepen van de Onderwijsraad. Buiten de universiteit heeft de Studentenraad via haar afgevaardigden stemrecht bij onder andere VVS, ASRA, AUHA en ASO.

### Bevragingen
De Studentenraad organiseert regelmatig bevragingen, hetzij universiteitsbreed, hetzij gericht op een bepaalde groep studenten, met betrekking tot hun welzijn en bezorgdheden. De resultaten van die bevragingen worden doorgaans gebruikt om beleidspunten te staven in externe werkgroepen of in de media.

### Parallelle stuverwerking
Naast het centrale orgaan van de Algemene Vergadering heeft de Universiteit Antwerpen ook een brede faculaire studentenvertegenwoordiging. Elke faculteit kent een eigen invulling aangepast aan haar specifieke structuur, maar doorgaans is er wel sprake van een faculteitsraad per faculteit en een opleidingscommissie per studierichting waar studenten mandaten kunnen opnemen. Deze mandatarissen worden verkozen door het deel van de studentenpopulatie waarop ze betrekking hebben. Het is de taak van de facultair vertegenwoordiger in de Algemene Vergadering om relevante bezorgheden van haar facultaire studentenvertegenwoordigers door te spelen naar het centrale niveau alsook vanuit centraal niveau nuttige informatie terug te koppelen naar facultair niveau.

### Gezamenlijke projecten met Unifac en ASK-Stuwer
De Studentenraad werkt nauw samen met de koepelverenigingen Unifac en ASK-Stuwer in de vorm van de Antwerpse Studentenvergadering (ASV) en verschillende projecten. Zo werken de drie verenigingen elk semester samen aan het Studentenoverlegcomité: een forum met aanwezigheid van de rector en andere belangrijke vertegenwoordigers binnen de universiteit waarop studenten met hen in dialoog kunnen gaan.
De Studentenraad werkt ook samen met de koepelverenigingen aan het jaarlijkse Galabal Universiteit Antwerpen, gericht op zowel studenten als academisch personeel van de universiteit.